# Herzogobryum aterrimum
Herzogobryum aterrimum là một loài Rêu trong họ Gymnomitriaceae. Loài này được (Stephani) Grolle mô tả khoa học đầu tiên năm 1980.